# Cyrtophora nareshi
Espèce
Cyrtophora nareshi est une espèce d'araignées aranéomorphes de la famille des Araneidae.

## Distribution
Cette espèce est endémique du Bangladesh.

## Description
La femelle holotype mesure 6,00 mm.

## Étymologie
Cette espèce est nommée en l'honneur de Naresh Chandra Dutta de l'Université de Calcutta.

## Publication originale
- Biswas & Raychaudhuri, 2004 : New orb-weaving spiders of the genus Cyrtophora Simon (Araneae: Araneidae) from Bangladesh. Journal of the Bombay Natural History Society, vol. 101, p. 124-129 (texte intégral).